# Llista de topònims de Sales de Llierca
Llista de topònims (noms propis de lloc) del municipi de Sales de Llierca, a la Garrotxa
Informació actualitzada per un bot. Els canvis manuals es perdran quan s'actualitzi!

## abric rocós
| imatge | Nom                 | Ubicat a         | instància de | Detalls | coordenades                                                         | Protecció | Commons (més fotos) | Dades a WD                    |
| ------ | ------------------- | ---------------- | ------------ | ------- | ------------------------------------------------------------------- | --------- | ------------------- | ----------------------------- |
|        | Balma d'en Ranella  | Sales de Llierca | abric rocós  |         | 42° 16′ 59″ N, 2° 38′ 18″ E / 42.2830317584175°N,2.63837330596952°E |           |                     | Modifica les dades a Wikidata |
|        | Balma de la Mariana | Sales de Llierca | abric rocós  |         | 42° 16′ 30″ N, 2° 38′ 51″ E / 42.2748643071905°N,2.64743038694714°E |           |                     | Modifica les dades a Wikidata |

## collada
| imatge | Nom                   | Ubicat a         | instància de | Detalls | coordenades                                                         | Protecció | Commons (més fotos) | Dades a WD                    |
| ------ | --------------------- | ---------------- | ------------ | ------- | ------------------------------------------------------------------- | --------- | ------------------- | ----------------------------- |
|        | Coll del Bes          | Sales de Llierca | collada      |         | 42° 16′ 21″ N, 2° 38′ 58″ E / 42.27236667°N,2.64942778°E 794.3 msnm |           |                     | Modifica les dades a Wikidata |
|        | coll Sabassa          | Sales de Llierca | collada      |         | 42° 16′ 34″ N, 2° 38′ 10″ E / 42.2762°N,2.63617°E 941.1 msnm        |           |                     | Modifica les dades a Wikidata |
|        | coll de Faja          | Sales de Llierca | collada      |         | 42° 17′ 17″ N, 2° 37′ 42″ E / 42.288°N,2.62824°E 987.2 msnm         |           |                     | Modifica les dades a Wikidata |
|        | coll de Jou           | Sales de Llierca | collada      |         | 42° 16′ 21″ N, 2° 38′ 18″ E / 42.2724°N,2.63835°E 938 msnm          |           |                     | Modifica les dades a Wikidata |
|        | collet de Santa Maria | Sales de Llierca | collada      |         | 42° 16′ 23″ N, 2° 39′ 41″ E / 42.2731°N,2.66148°E 558 msnm          |           |                     | Modifica les dades a Wikidata |

## cova
| imatge | Nom                | Ubicat a         | instància de | Detalls | coordenades                                                         | Protecció | Commons (més fotos) | Dades a WD                    |
| ------ | ------------------ | ---------------- | ------------ | ------- | ------------------------------------------------------------------- | --------- | ------------------- | ----------------------------- |
|        | Cova Caligranya    | Sales de Llierca | cova         |         | 42° 16′ 34″ N, 2° 35′ 43″ E / 42.2760434353431°N,2.59538576783153°E |           |                     | Modifica les dades a Wikidata |
|        | cova de Can Bellús | Sales de Llierca | cova         |         | 42° 14′ 14″ N, 2° 39′ 44″ E / 42.2372536564293°N,2.66220785496294°E |           |                     | Modifica les dades a Wikidata |
|        | cova de Polí       | Sales de Llierca | cova         |         | 42° 17′ 39″ N, 2° 38′ 08″ E / 42.2941006159195°N,2.63560483856258°E |           |                     | Modifica les dades a Wikidata |
|        | cova de l'Orri     | Sales de Llierca | cova         |         | 42° 16′ 56″ N, 2° 39′ 41″ E / 42.2823544596736°N,2.66137275433449°E |           |                     | Modifica les dades a Wikidata |
|        | cova del Fum       | Sales de Llierca | cova         |         | 42° 15′ 32″ N, 2° 39′ 14″ E / 42.2587719303029°N,2.65392149066636°E |           |                     | Modifica les dades a Wikidata |

## curs d'aigua
| imatge | Nom       | Ubicat a                                                                         | instància de | Detalls           | coordenades                                                                                               | Protecció | Commons (més fotos) | Dades a WD                    |
| ------ | --------- | -------------------------------------------------------------------------------- | ------------ | ----------------- | --- | --------- | ------------------- | ----------------------------- |
|        | Borró     | Albanyà Sales de Llierca Sant Ferriol                                            | curs d'aigua | Llarg: 14km       | 42° 18′ 09″ N, 2° 39′ 24″ E / 42.30246667°N,2.65666944°E                                                  |           | Riu Borró           | Modifica les dades a Wikidata |
|        | Llierca   | la Vall de Bianya Montagut i Oix Sales de Llierca Tortellà Sant Jaume de Llierca | curs d'aigua | Desemboca: Fluvià | 42° 15′ 53″ N, 2° 22′ 36″ E / 42.264691°N,2.376651°E 42° 12′ 39″ N, 2° 36′ 43″ E / 42.210754°N,2.611838°E |           | Llierca River       | Modifica les dades a Wikidata |
|        | riu Juiàs | Tortellà Sales de Llierca Argelaguer                                             | curs d'aigua |                   | 42° 14′ 04″ N, 2° 38′ 19″ E / 42.23449444°N,2.63870833°E                                                  |           |                     | Modifica les dades a Wikidata |

## entitat singular de població
| imatge | Nom                               | Ubicat a         | instància de                                                                   | Detalls | coordenades                                                                  | Protecció | Commons (més fotos)    | Dades a WD                    |
| ------ | --------------------------------- | ---------------- | ------------------------------------------------------------------------------ | ------- | ---------------------------------------------------------------------------- | --------- | ---------------------- | ----------------------------- |
|        | Gitarriu                          | Sales de Llierca | entitat singular de població ens local històric de Catalunya                   | 3 hab   | 42° 17′ 16″ N, 2° 37′ 14″ E / 42.287775643536°N,2.6204311361493°E 916 msnm   |           |                        | Modifica les dades a Wikidata |
|        | Monteia                           | Sales de Llierca | entitat singular de població ens local històric de Catalunya                   | 5 hab   | 42° 16′ 08″ N, 2° 39′ 07″ E / 42.268963132445°N,2.6520710624101°E 738 msnm   |           | Sant Miquel de Monteia | Modifica les dades a Wikidata |
|        | Sadernes i Sant Grau d'Entreperes | Sales de Llierca | entitat singular de població                                                   | 25 hab  | 42° 16′ 16″ N, 2° 35′ 50″ E / 42.2712496758202°N,2.59724750532696°E 335 msnm |           |                        | Modifica les dades a Wikidata |
|        | Sales de Llierca                  | Sales de Llierca | entitat singular de població ens local històric de Catalunya capital municipal | 124 hab | 42° 14′ 08″ N, 2° 39′ 00″ E / 42.235673°N,2.650002°E 261 msnm                |           |                        | Modifica les dades a Wikidata |

## església
| imatge | Nom                       | Ubicat a         | instància de | Detalls                         | coordenades                                                   | Protecció                                  | Commons (més fotos)              | Dades a WD                    |
| ------ | ------------------------- | ---------------- | ------------ | ------------------------------- | ------------------------------------------------------------- | ------------------------------------------ | -------------------------------- | ----------------------------- |
|        | Sant Andreu de Gitarriu   | Sales de Llierca | església     | Estil: art romànic              | 42° 17′ 13″ N, 2° 37′ 16″ E / 42.28705°N,2.621°E 920 msnm     | bé cultural d'interès local                | Sant Andreu de Gitarriu          | Modifica les dades a Wikidata |
|        | Sant Grau d'Entreperes    | Sales de Llierca | església     | Estil: arquitectura romànica    | 42° 16′ 29″ N, 2° 37′ 32″ E / 42.2747°N,2.62547°E 783 msnm    | bé cultural d'interès local                | Sant Grau d'Entreperes           | Modifica les dades a Wikidata |
|        | Sant Martí de Sales       | Sales de Llierca | església     | Estil: arquitectura neoclàssica | 42° 14′ 09″ N, 2° 38′ 59″ E / 42.235789°N,2.649728°E 260 msnm | bé integrant del patrimoni cultural català | Sant Martí de Sales              | Modifica les dades a Wikidata |
|        | Sant Miquel de Monteia    | Sales de Llierca | església     | Estil: arquitectura romànica    | 42° 16′ 01″ N, 2° 38′ 53″ E / 42.266946°N,2.648174°E          | bé cultural d'interès local                | Ermita de Sant Miquel de Monteia | Modifica les dades a Wikidata |
|        | Santa Cecília de Sadernes | Sales de Llierca | església     | Estil: arquitectura romànica    | 42° 16′ 12″ N, 2° 35′ 46″ E / 42.2701°N,2.59608°E             | bé cultural d'interès local                | Santa Cecília de Sadernes        | Modifica les dades a Wikidata |

## forn de calç
| imatge | Nom                       | Ubicat a         | instància de | Detalls                     | coordenades | Protecció                                  | Commons (més fotos) | Dades a WD                    |
| ------ | ------------------------- | ---------------- | ------------ | --------------------------- | ----------- | ------------------------------------------ | ------------------- | ----------------------------- |
|        | Forn de calç de Can Font  | Sales de Llierca | forn de calç | Estil: arquitectura popular |             | bé integrant del patrimoni cultural català |                     | Modifica les dades a Wikidata |
|        | Forn de calç de Casanet   | Sales de Llierca | forn de calç | Estil: arquitectura popular |             | bé integrant del patrimoni cultural català |                     | Modifica les dades a Wikidata |
|        | Forn de calç de les Comes | Sales de Llierca | forn de calç | Estil: arquitectura popular |             | bé integrant del patrimoni cultural català |                     | Modifica les dades a Wikidata |

## granja
| imatge | Nom                   | Ubicat a         | instància de | Detalls | coordenades                                                         | Protecció | Commons (més fotos) | Dades a WD                    |
| ------ | --------------------- | ---------------- | ------------ | ------- | ------------------------------------------------------------------- | --------- | ------------------- | ----------------------------- |
|        | Granja d'en Terrats   | Sales de Llierca | granja       |         | 42° 13′ 04″ N, 2° 39′ 16″ E / 42.2178313509105°N,2.65456918871736°E |           |                     | Modifica les dades a Wikidata |
|        | Granja de Can Peçoles | Sales de Llierca | granja       |         | 42° 14′ 08″ N, 2° 39′ 23″ E / 42.2355968611259°N,2.65626601020026°E |           |                     | Modifica les dades a Wikidata |

## masia
| imatge | Nom                         | Ubicat a         | instància de     | Detalls                     | coordenades                                                                  | Protecció                                                              | Commons (més fotos)             | Dades a WD                    |
| ------ | --------------------------- | ---------------- | ---------------- | --------------------------- | ---------------------------------------------------------------------------- | ---------------------------------------------------------------------- | ------------------------------- | ----------------------------- |
|        | Banyils                     | Sales de Llierca | masia            |                             | 42° 13′ 27″ N, 2° 39′ 06″ E / 42.224225°N,2.65157°E 258 msnm                 |                                                                        |                                 | Modifica les dades a Wikidata |
|        | Ca n'Aimà                   | Sales de Llierca | masia            |                             | 42° 13′ 06″ N, 2° 39′ 26″ E / 42.2183619214087°N,2.65730456168139°E          |                                                                        |                                 | Modifica les dades a Wikidata |
|        | Ca n'Argelers               | Sales de Llierca | masia            |                             | 42° 16′ 14″ N, 2° 37′ 32″ E / 42.2706068000767°N,2.62546928949851°E          |                                                                        |                                 | Modifica les dades a Wikidata |
|        | Ca n'Espluga                | Sales de Llierca | masia            |                             | 42° 14′ 41″ N, 2° 39′ 58″ E / 42.2447671578795°N,2.66605870359631°E          |                                                                        |                                 | Modifica les dades a Wikidata |
|        | Cal Boc                     | Sales de Llierca | masia            |                             | 42° 14′ 36″ N, 2° 39′ 29″ E / 42.2433839519408°N,2.6581631043943°E           |                                                                        |                                 | Modifica les dades a Wikidata |
|        | Cal Caiot                   | Sales de Llierca | masia            |                             | 42° 14′ 47″ N, 2° 39′ 20″ E / 42.2464471330923°N,2.65550406131839°E          |                                                                        |                                 | Modifica les dades a Wikidata |
|        | Cal Frare                   | Sales de Llierca | masia            |                             | 42° 14′ 09″ N, 2° 39′ 03″ E / 42.2359315902172°N,2.65079826533001°E          |                                                                        |                                 | Modifica les dades a Wikidata |
|        | Can Bellús                  | Sales de Llierca | masia            |                             | 42° 14′ 14″ N, 2° 39′ 40″ E / 42.2373408941306°N,2.66124992188819°E          |                                                                        |                                 | Modifica les dades a Wikidata |
|        | Can Comú                    | Sales de Llierca | masia            |                             | 42° 16′ 35″ N, 2° 37′ 15″ E / 42.2764092004031°N,2.62071740425066°E          |                                                                        |                                 | Modifica les dades a Wikidata |
|        | Can Croanyes                | Sales de Llierca | masia            |                             | 42° 14′ 49″ N, 2° 38′ 47″ E / 42.2469147663578°N,2.64639813759692°E          |                                                                        |                                 | Modifica les dades a Wikidata |
|        | Can Diumenjó                | Sales de Llierca | masia            | Estat: ruïnós               | 42° 16′ 28″ N, 2° 37′ 24″ E / 42.2744548752515°N,2.62345768636507°E 760 msnm |                                                                        | Can Diumenjó (Sales de Llierca) | Modifica les dades a Wikidata |
|        | Can Galceran                | Sales de Llierca | masia casa forta | Estil: arquitectura popular | 42° 16′ 14″ N, 2° 35′ 46″ E / 42.270653°N,2.596199°E                         | bé cultural d'interès local                                            |                                 | Modifica les dades a Wikidata |
|        | Can Gironell                | Sales de Llierca | masia            |                             | 42° 14′ 41″ N, 2° 38′ 52″ E / 42.2446945461802°N,2.64780447996984°E          |                                                                        |                                 | Modifica les dades a Wikidata |
|        | Can Grauet                  | Sales de Llierca | masia            |                             | 42° 16′ 09″ N, 2° 37′ 44″ E / 42.2692667333394°N,2.62881186040554°E          |                                                                        |                                 | Modifica les dades a Wikidata |
|        | Can Guixeres                | Sales de Llierca | masia            |                             | 42° 14′ 26″ N, 2° 38′ 27″ E / 42.2406°N,2.64097°E 314 msnm                   |                                                                        |                                 | Modifica les dades a Wikidata |
|        | Can Guixeric                | Sales de Llierca | masia            |                             | 42° 14′ 27″ N, 2° 38′ 14″ E / 42.240716508615°N,2.63712421142497°E           |                                                                        |                                 | Modifica les dades a Wikidata |
|        | Can Jonquerol               | Sales de Llierca | masia            |                             | 42° 14′ 33″ N, 2° 40′ 04″ E / 42.2424845634614°N,2.66777977784895°E          |                                                                        |                                 | Modifica les dades a Wikidata |
|        | Can Jou                     | Sales de Llierca | masia            |                             | 42° 15′ 39″ N, 2° 36′ 25″ E / 42.260773204677°N,2.60698939582935°E           |                                                                        |                                 | Modifica les dades a Wikidata |
|        | Can Met                     | Sales de Llierca | masia            |                             | 42° 16′ 54″ N, 2° 39′ 28″ E / 42.2816413305751°N,2.65778658656095°E          |                                                                        |                                 | Modifica les dades a Wikidata |
|        | Can Pedregós                | Sales de Llierca | masia            |                             | 42° 14′ 48″ N, 2° 38′ 37″ E / 42.2465281824114°N,2.64370930081761°E          |                                                                        |                                 | Modifica les dades a Wikidata |
|        | Can Pentinet                | Sales de Llierca | masia            |                             | 42° 16′ 25″ N, 2° 37′ 14″ E / 42.2736°N,2.6205°E 690 msnm                    |                                                                        | Can Pentinet (Sales de Llierca) | Modifica les dades a Wikidata |
|        | Can Peçoles                 | Sales de Llierca | masia            |                             | 42° 14′ 11″ N, 2° 39′ 12″ E / 42.2362548178215°N,2.65343856418451°E          |                                                                        |                                 | Modifica les dades a Wikidata |
|        | Can Puig                    | Sales de Llierca | masia            |                             | 42° 14′ 30″ N, 2° 39′ 15″ E / 42.2416881090552°N,2.65426940039982°E          |                                                                        |                                 | Modifica les dades a Wikidata |
|        | Can Roca                    | Sales de Llierca | masia            |                             | 42° 13′ 38″ N, 2° 39′ 38″ E / 42.22726061869°N,2.66049191972186°E            |                                                                        |                                 | Modifica les dades a Wikidata |
|        | Can Rodeja                  | Sales de Llierca | masia            |                             | 42° 14′ 42″ N, 2° 39′ 34″ E / 42.2451258477135°N,2.65940219849174°E          |                                                                        |                                 | Modifica les dades a Wikidata |
|        | Can Servosa del Pla         | Sales de Llierca | masia            |                             | 42° 14′ 45″ N, 2° 39′ 18″ E / 42.2458329317178°N,2.65491345092775°E          |                                                                        |                                 | Modifica les dades a Wikidata |
|        | Can Servosa del Racó        | Sales de Llierca | masia            |                             | 42° 14′ 55″ N, 2° 39′ 59″ E / 42.24873889°N,2.66625556°E 336 msnm            |                                                                        |                                 | Modifica les dades a Wikidata |
|        | Can Simó                    | Sales de Llierca | masia            |                             | 42° 14′ 44″ N, 2° 39′ 27″ E / 42.2456696266045°N,2.65752045037348°E          |                                                                        |                                 | Modifica les dades a Wikidata |
|        | Can Sobirós                 | Sales de Llierca | masia            |                             | 42° 14′ 59″ N, 2° 38′ 49″ E / 42.2496452219517°N,2.64690414245906°E          |                                                                        |                                 | Modifica les dades a Wikidata |
|        | Can Terrats                 | Sales de Llierca | masia            |                             | 42° 13′ 06″ N, 2° 39′ 17″ E / 42.2183810550056°N,2.65467523874595°E          |                                                                        |                                 | Modifica les dades a Wikidata |
|        | Can Vestruç                 | Sales de Llierca | masia            |                             | 42° 14′ 31″ N, 2° 38′ 59″ E / 42.2420075451863°N,2.64972237982274°E          |                                                                        |                                 | Modifica les dades a Wikidata |
|        | Casal fortificat de Subirós | Sales de Llierca | masia casa forta | Estil: arquitectura popular | 42° 14′ 50″ N, 2° 39′ 10″ E / 42.24715°N,2.652757°E                          | bé integrant del patrimoni cultural català                             |                                 | Modifica les dades a Wikidata |
|        | Cofí                        | Sales de Llierca | masia            |                             | 42° 16′ 52″ N, 2° 36′ 23″ E / 42.281007712333°N,2.60626939059571°E           |                                                                        |                                 | Modifica les dades a Wikidata |
|        | Faja                        | Sales de Llierca | masia            |                             | 42° 17′ 27″ N, 2° 37′ 56″ E / 42.2909106477303°N,2.6322267961773°E           |                                                                        |                                 | Modifica les dades a Wikidata |
|        | Lloret                      | Sales de Llierca | masia            |                             | 42° 15′ 45″ N, 2° 36′ 26″ E / 42.262514084292°N,2.6072456969672°E            |                                                                        |                                 | Modifica les dades a Wikidata |
|        | Masia Monteia               | Sales de Llierca | masia            | Estil: arquitectura popular | 42° 16′ 07″ N, 2° 39′ 05″ E / 42.268721°N,2.65145°E                          | bé cultural d'interès local                                            |                                 | Modifica les dades a Wikidata |
|        | Masia de Can Polí           | Sales de Llierca | masia            | Estil: arquitectura popular | 42° 17′ 39″ N, 2° 38′ 23″ E / 42.294299°N,2.63984°E                          | bé integrant del patrimoni cultural català bé cultural d'interès local |                                 | Modifica les dades a Wikidata |
|        | Santandreu                  | Sales de Llierca | masia            |                             | 42° 13′ 36″ N, 2° 39′ 00″ E / 42.226627439441°N,2.6498800974434°E            |                                                                        |                                 | Modifica les dades a Wikidata |
|        | Tomet                       | Sales de Llierca | masia            |                             | 42° 14′ 14″ N, 2° 39′ 29″ E / 42.237187265827°N,2.65803899223806°E           |                                                                        |                                 | Modifica les dades a Wikidata |
|        | el Casot                    | Sales de Llierca | masia            |                             | 42° 15′ 38″ N, 2° 36′ 17″ E / 42.2605672804229°N,2.60472343321754°E          |                                                                        |                                 | Modifica les dades a Wikidata |
|        | el Lliure                   | Sales de Llierca | masia            |                             | 42° 16′ 56″ N, 2° 35′ 43″ E / 42.2820861210217°N,2.59525008015226°E          |                                                                        |                                 | Modifica les dades a Wikidata |
|        | el Plans                    | Sales de Llierca | masia            |                             | 42° 15′ 57″ N, 2° 35′ 36″ E / 42.2658951572684°N,2.59332874019393°E          |                                                                        |                                 | Modifica les dades a Wikidata |
|        | el Serradell                | Sales de Llierca | masia            |                             | 42° 17′ 14″ N, 2° 37′ 06″ E / 42.28723889°N,2.61846917°E 918 msnm            |                                                                        |                                 | Modifica les dades a Wikidata |
|        | el Vilarot                  | Sales de Llierca | masia            |                             | 42° 16′ 22″ N, 2° 35′ 43″ E / 42.2728455742221°N,2.59520006972586°E          |                                                                        |                                 | Modifica les dades a Wikidata |
|        | l'Orri                      | Sales de Llierca | masia            | Estil: arquitectura popular | 42° 17′ 08″ N, 2° 39′ 00″ E / 42.285625°N,2.649865°E 733 msnm                | bé cultural d'interès local                                            | L'Orri (Sales de Llierca)       | Modifica les dades a Wikidata |
|        | la Casavella                | Sales de Llierca | masia            |                             | 42° 16′ 19″ N, 2° 35′ 46″ E / 42.2719390878292°N,2.59609110213769°E          |                                                                        |                                 | Modifica les dades a Wikidata |
|        | la Casilla                  | Sales de Llierca | masia            |                             | 42° 12′ 57″ N, 2° 39′ 44″ E / 42.2158817317877°N,2.66221273069022°E          |                                                                        |                                 | Modifica les dades a Wikidata |
|        | la Comota                   | Sales de Llierca | masia            |                             | 42° 17′ 19″ N, 2° 36′ 51″ E / 42.2885100280294°N,2.61426462654893°E          |                                                                        |                                 | Modifica les dades a Wikidata |
|        | la Quintana                 | Sales de Llierca | masia            | Estil: arquitectura popular | 42° 16′ 20″ N, 2° 37′ 26″ E / 42.2721°N,2.62385°E                            | bé integrant del patrimoni cultural català                             | Masia de la Quintana            | Modifica les dades a Wikidata |
|        | la Roca                     | Sales de Llierca | masia            |                             | 42° 16′ 13″ N, 2° 37′ 53″ E / 42.2702925138099°N,2.63131595556875°E          |                                                                        |                                 | Modifica les dades a Wikidata |
|        | la Rovira                   | Sales de Llierca | masia            |                             | 42° 16′ 09″ N, 2° 37′ 27″ E / 42.2692512509882°N,2.62405857783053°E          |                                                                        |                                 | Modifica les dades a Wikidata |
|        | les Conques de Baix         | Sales de Llierca | masia            |                             | 42° 13′ 40″ N, 2° 38′ 43″ E / 42.2277910284153°N,2.64529308328331°E          |                                                                        |                                 | Modifica les dades a Wikidata |
|        | les Conques de Dalt         | Sales de Llierca | masia            |                             | 42° 13′ 57″ N, 2° 38′ 31″ E / 42.2324460390746°N,2.64199491497753°E          |                                                                        |                                 | Modifica les dades a Wikidata |

## muntanya
| imatge | Nom             | Ubicat a                  | instància de | Detalls | coordenades                                                         | Protecció | Commons (més fotos) | Dades a WD                    |
| ------ | --------------- | ------------------------- | ------------ | ------- | ------------------------------------------------------------------- | --------- | ------------------- | ----------------------------- |
|        | Montoriol       | Sales de Llierca Tortellà | muntanya     |         | 42° 15′ 31″ N, 2° 38′ 13″ E / 42.258725°N,2.63681111°E 797.4 msnm   |           |                     | Modifica les dades a Wikidata |
|        | Pic dels Moros  | Albanyà Sales de Llierca  | muntanya     |         | 42° 17′ 51″ N, 2° 38′ 48″ E / 42.29751944°N,2.64652778°E 954.5 msnm |           |                     | Modifica les dades a Wikidata |
|        | Puig Sec        | Sales de Llierca          | muntanya     |         | 42° 17′ 12″ N, 2° 38′ 33″ E / 42.28666389°N,2.64255556°E 957 msnm   |           |                     | Modifica les dades a Wikidata |
|        | Puig d'en Roure | Beuda Sales de Llierca    | muntanya     |         | 42° 14′ 51″ N, 2° 40′ 38″ E / 42.2476°N,2.67726°E 691.4 msnm        |           |                     | Modifica les dades a Wikidata |
|        | Puig de Cofí    | Sales de Llierca          | muntanya     |         | 42° 16′ 40″ N, 2° 36′ 15″ E / 42.27765°N,2.60420833°E 607 msnm      |           |                     | Modifica les dades a Wikidata |
|        | la Calma        | Sales de Llierca          | muntanya     |         | 42° 16′ 11″ N, 2° 38′ 20″ E / 42.2697°N,2.6388°E 1083.4 msnm        |           |                     | Modifica les dades a Wikidata |
|        | la Suca         | Sales de Llierca          | muntanya     |         | 42° 17′ 08″ N, 2° 39′ 33″ E / 42.28548722°N,2.65923333°E 811.7 msnm |           |                     | Modifica les dades a Wikidata |

## nucli de població
| imatge | Nom                    | Ubicat a                                           | instància de                                      | Detalls | coordenades                                                         | Protecció | Commons (més fotos) | Dades a WD                    |
| ------ | ---------------------- | -------------------------------------------------- | ------------------------------------------------- | ------- | ------------------------------------------------------------------- | --------- | ------------------- | ----------------------------- |
|        | Sadernes               | Sales de Llierca Sadernes i Sant Grau d'Entreperes | nucli de població ens local històric de Catalunya |         | 42° 16′ 14″ N, 2° 35′ 44″ E / 42.2705066°N,2.5955915°E              |           |                     | Modifica les dades a Wikidata |
|        | Sant Grau d'Entreperes | Sales de Llierca Sadernes i Sant Grau d'Entreperes | nucli de població ens local històric de Catalunya |         | 42° 16′ 34″ N, 2° 37′ 31″ E / 42.2760838699712°N,2.62535216609229°E |           |                     | Modifica les dades a Wikidata |

## pont
| imatge | Nom                 | Ubicat a         | instància de | Detalls                         | coordenades                                                         | Protecció | Commons (més fotos) | Dades a WD                    |
| ------ | ------------------- | ---------------- | ------------ | ------------------------------- | ------------------------------------------------------------------- | --------- | ------------------- | ----------------------------- |
|        | Pont de Borró       | Sales de Llierca | pont         | Travessa: Borró Hi passa: N-260 | 42° 12′ 54″ N, 2° 39′ 45″ E / 42.2151351823427°N,2.6625438301933°E  |           |                     | Modifica les dades a Wikidata |
|        | Pont de Plansarenes | Sales de Llierca | pont         | Travessa: Llierca               | 42° 16′ 02″ N, 2° 36′ 09″ E / 42.2672508861325°N,2.60240207479112°E |           |                     | Modifica les dades a Wikidata |

## serra
| imatge | Nom                | Ubicat a                        | instància de | Detalls | coordenades                                                          | Protecció | Commons (més fotos) | Dades a WD                    |
| ------ | ------------------ | ------------------------------- | ------------ | ------- | -------------------------------------------------------------------- | --------- | ------------------- | ----------------------------- |
|        | Serra Alta         | Montagut i Oix Sales de Llierca | serra        |         | 42° 15′ 54″ N, 2° 34′ 50″ E / 42.2649°N,2.58052°E 615.4 msnm         |           |                     | Modifica les dades a Wikidata |
|        | serra d'Entreperes | Sales de Llierca                | serra        |         | 42° 16′ 43″ N, 2° 38′ 01″ E / 42.27873056°N,2.63357083°E 1086.7 msnm |           |                     | Modifica les dades a Wikidata |

## Misc
| imatge | Nom                                   | Ubicat a         | instància de              | Detalls                                                            | coordenades | Protecció                                            | Commons (més fotos)        | Dades a WD                    |
| ------ | ------------------------------------- | ---------------- | ------------------------- | ------------------------------------------------------------------ | --- | ---------------------------------------------------- | -------------------------- | ----------------------------- |
|        | Cova 120                              | Sales de Llierca | jaciment cova necròpolis  |                                                                    | 42° 16′ 30″ N, 2° 36′ 27″ E / 42.275037°N,2.60751°E                                                                    | bé cultural d'interès local                          |                            | Modifica les dades a Wikidata |
|        | La Calma                              | Sales de Llierca | vèrtex geodèsic           | Alt: 1.2m                                                          | 42° 16′ 11″ N, 2° 38′ 20″ E / 42.269683°N,2.638797°E 1053.198 msnm                                                     |                                                      |                            | Modifica les dades a Wikidata |
|        | Oratori de Sant Jordi                 | Sales de Llierca | oratori                   |                                                                    | 42° 14′ 29″ N, 2° 36′ 49″ E / 42.2414861588735°N,2.61356940858624°E                                                    |                                                      |                            | Modifica les dades a Wikidata |
|        | Rectoria de Sadernes                  | Sales de Llierca | rectoria                  | Estil: arquitectura popular                                        | 42° 16′ 12″ N, 2° 35′ 46″ E / 42.269958°N,2.596064°E                                                                   | bé integrant del patrimoni cultural català           |                            | Modifica les dades a Wikidata |
|        | Restes del Molí d'en Galceran         | Sales de Llierca | molí d'aigua              | Estil: arquitectura popular                                        | 42° 16′ 17″ N, 2° 35′ 28″ E / 42.271269°N,2.59118°E                                                                    | bé integrant del patrimoni cultural català           |                            | Modifica les dades a Wikidata |
|        | casa consistorial de Sales de Llierca | Sales de Llierca | casa consistorial         |                                                                    | 42° 14′ 10″ N, 2° 39′ 00″ E / 42.2360736°N,2.6500918°E                                                                 |                                                      |                            | Modifica les dades a Wikidata |
|        | castell de Sales                      | Sales de Llierca | castell                   | Estil: arquitectura gòtica                                         | 42° 14′ 37″ N, 2° 38′ 41″ E / 42.243611°N,2.644722°E                                                                   | bé d'interès cultural bé cultural d'interès nacional | Castell de Sales           | Modifica les dades a Wikidata |
|        | corral d'Aspre                        | Sales de Llierca | cabana                    |                                                                    | 42° 15′ 03″ N, 2° 40′ 23″ E / 42.2507314223129°N,2.67304612028192°E                                                    |                                                      |                            | Modifica les dades a Wikidata |
|        | cova dels Ermitons                    | Sales de Llierca | jaciment arqueològic cova |                                                                    | 42° 16′ 58″ N, 2° 35′ 31″ E / 42.282797°N,2.591867°E                                                                   | bé cultural d'interès local                          |                            | Modifica les dades a Wikidata |
|        | creu de la Ripola                     | Sales de Llierca | creu monumental           |                                                                    | 42° 15′ 38″ N, 2° 36′ 54″ E / 42.260629026724°N,2.61493170650468°E                                                     |                                                      |                            | Modifica les dades a Wikidata |
|        | teix del Torrent de l'Orri            | Sales de Llierca | arbre singular            | Taxon: teix (Taxus baccata) Ample: 16.6m Alt: 12m Perímetre: 4.57m | 42° 16′ 53″ N, 2° 38′ 29″ E / 42.281523°N,2.641319°E ca:Torrent de l'Orri, Sot dels Teixos, Clot de la Rovira 830 msnm | arbre monumental                                     | Teix del Torrent de l'Orri | Modifica les dades a Wikidata |